# Kwonkan wonganensis
Kwonkan wonganensis är en spindelart som först beskrevs av Main 1977.  Kwonkan wonganensis ingår i släktet Kwonkan och familjen Nemesiidae.
Artens utbredningsområde är Western Australia. Inga underarter finns listade i Catalogue of Life.